# Eparhia de Lugoj

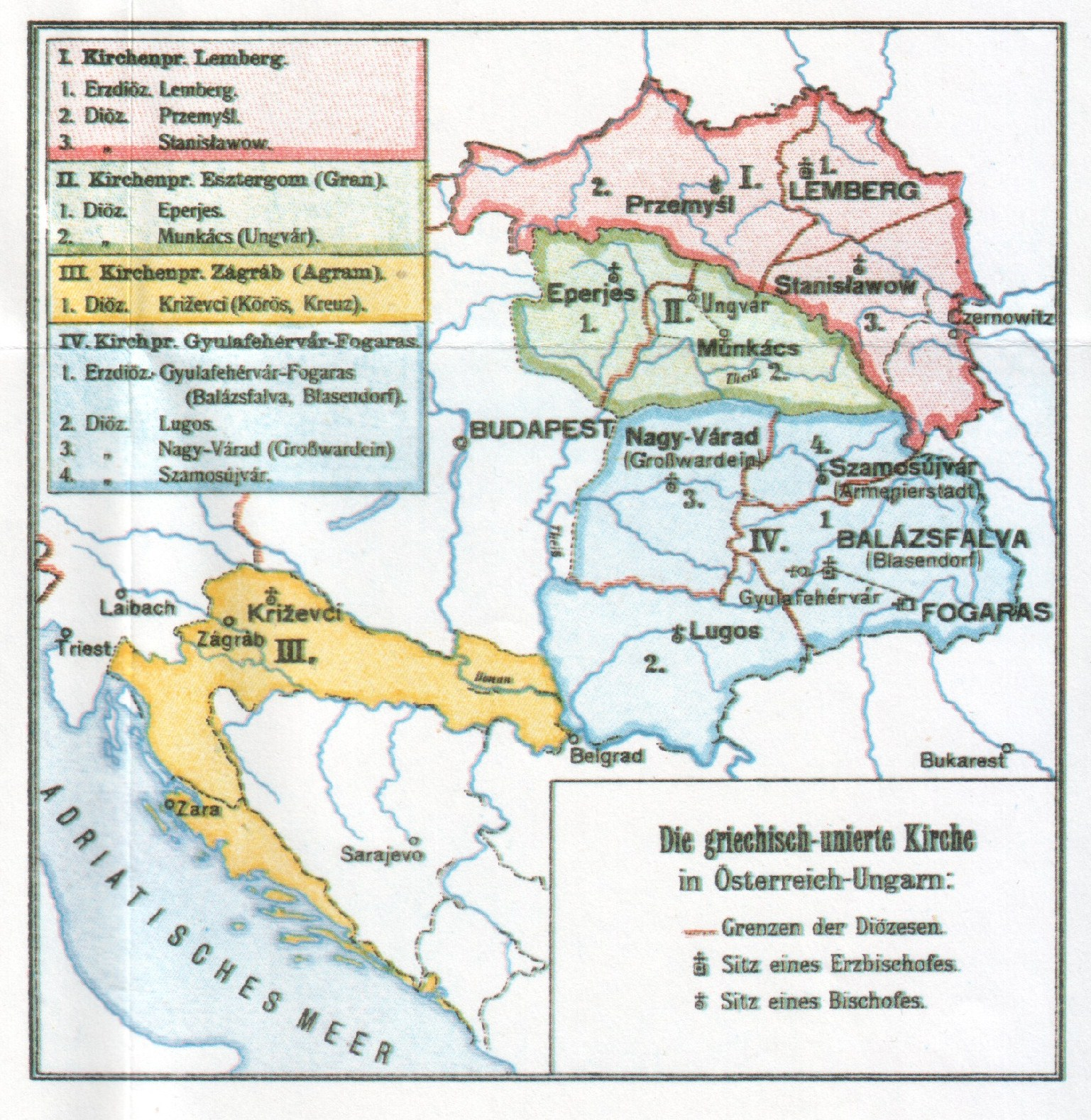
Întinderea inițială a Episcopiei de Lugoj
(marcată cu nr. 2 în cadrul provinciei mitropolitane de Făgăraș și Alba Iulia, de culoare albastră)

Împărțirea administrativă a Bisericii Greco-Catolice

Episcopia de Lugoj este una din cele șase episcopii ale Bisericii Române Unite cu Roma, cu sediul în municipiul Lugoj.

## Istoric
A fost înființată la 26 noiembrie 1853 de papa Pius al IX-lea, ca episcopie sufragană (subordonată) Arhiepiscopiei de Făgăraș și Alba Iulia.
În anul 1948 episcopul Ioan Bălan a fost arestat de autoritățile regimului totalitar comunist, iar Catedrala din Lugoj trecută în folosința Bisericii Ortodoxe Române. Protopopul ortodox Damaschin Daicoviciu, fratele istoricului Constantin Daicoviciu, a refuzat să facă parte din comisia de preluare a catedralei, așa încât a demisionat din funcție. Imobilul a fost preluat de preotul Jigorea. Aflat în catedrală în acel moment, preotul greco-catolic Ioan Ploscaru l-a întrebat pe acesta: „Părinte Jigorea, ați venit să ne luați biserica?” Jigorea i-a răspuns: „Ce să facem? Suntem siliți!”
În anul 1990 mitropolitul ortodox Nicolae Corneanu a dispus restituirea imobilului, gest apreciat de Alianța Civică și criticat de FSN.
Primul episcop de Lugoj după relegalizare a fost Ioan Ploscaru. Din 1995 până în 2023 episcop greco-catolic de Lugoj a fost Alexandru Mesian.

## Jurisdicție
Eparhia de Lugoj are parohii în județele Timiș, Arad, Caraș-Severin, Hunedoara, Alba și Mehedinți.